# ناجورچنگ‌واران
ناجورچنگ‌واران (نام علمی: Eriphioidea) نام یک بالاخانواده از subsection دیگرروزنان است.